# غلف ستريم جي 500/جي 600
غلف ستريم جي 500 و جي 600 (بالإنجليزية: Gulfstream G500 and G600 (GVII)) هما نفاثة أعمال طائرات تجارية ذات محركين تم تصميمهما وتصنيعهما من قبل شركة غلف ستريم أيروسبيس. ستحل جي 500 محل جي450، حيث أنها أسرع بحوالي 30 عقدة (56 كم/س) وأقل أستهلاكا للوقود بنسبة 18٪. بينما ستكون جي600 الأكبر خلفا لـ جي 550.

## تطوير
تم الكشف عن كلا الطائرتين من قبل شركة غلف ستريم أيروسبيس في 14 أكتوبر 2014.. وخلال الربع الثاني من عام 2017 ، كانت 80٪ من طلبيات شركة غلف ستريم هي G500 / G600.

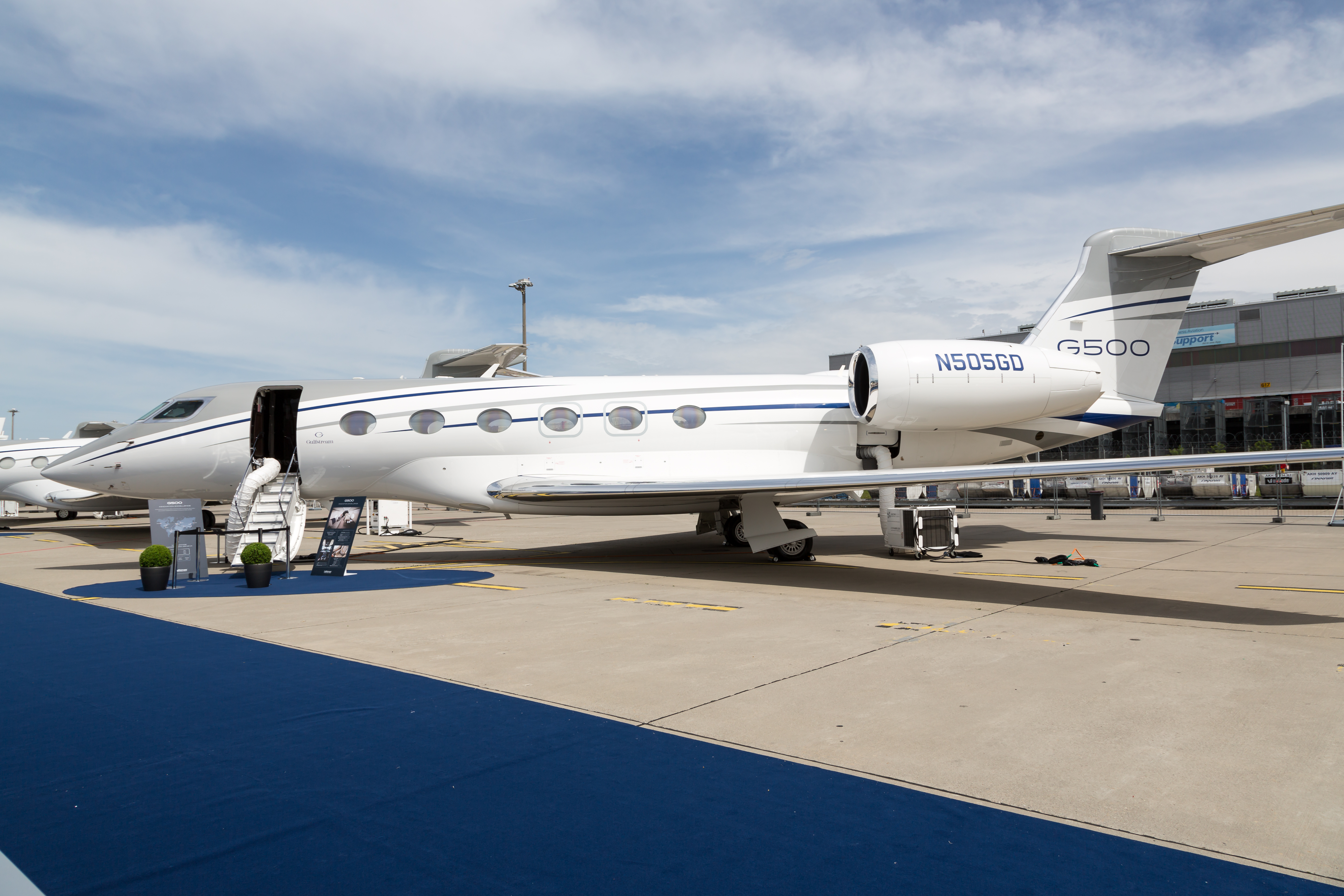
G500 في معرض EBACE 2018

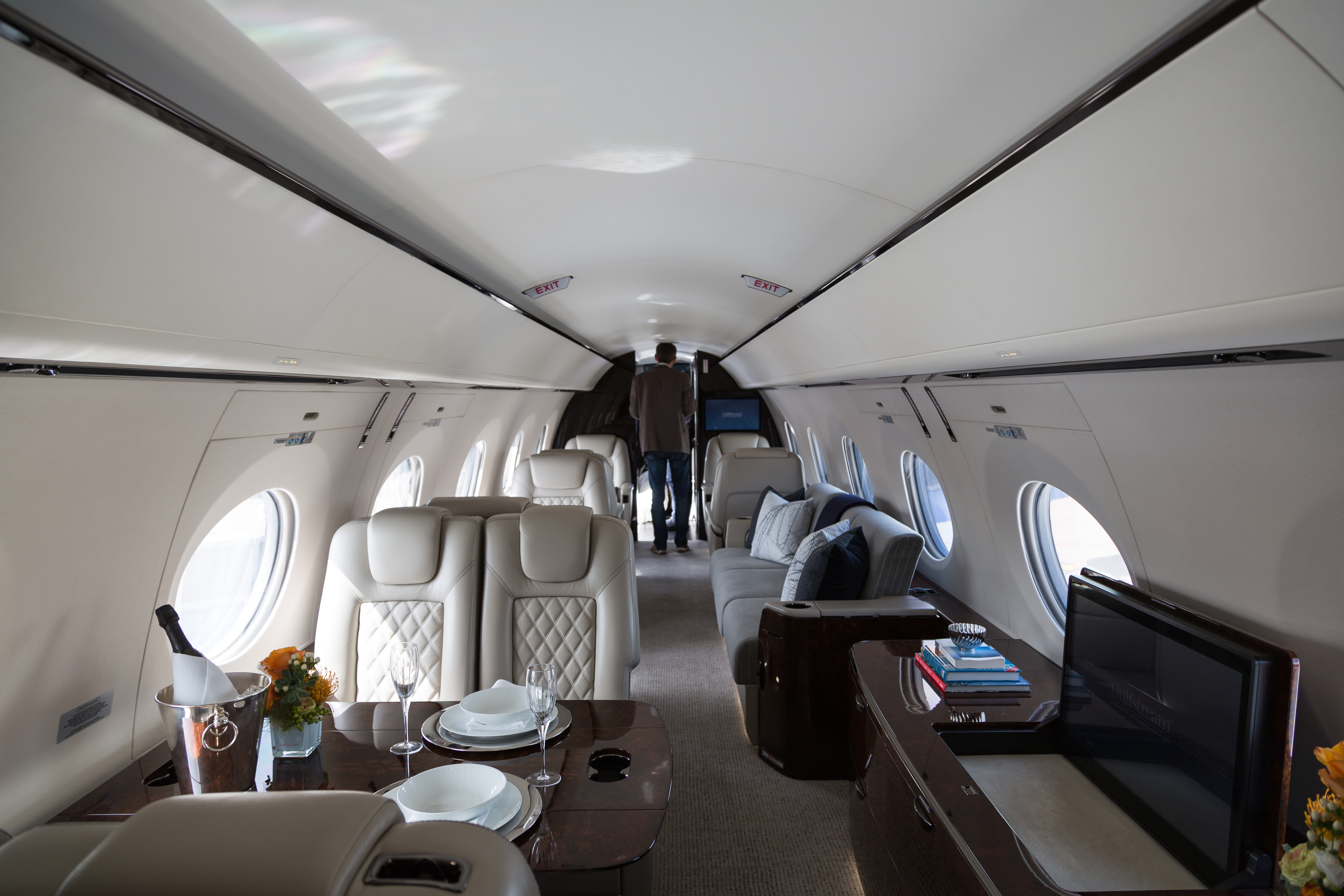
مقصورة G500

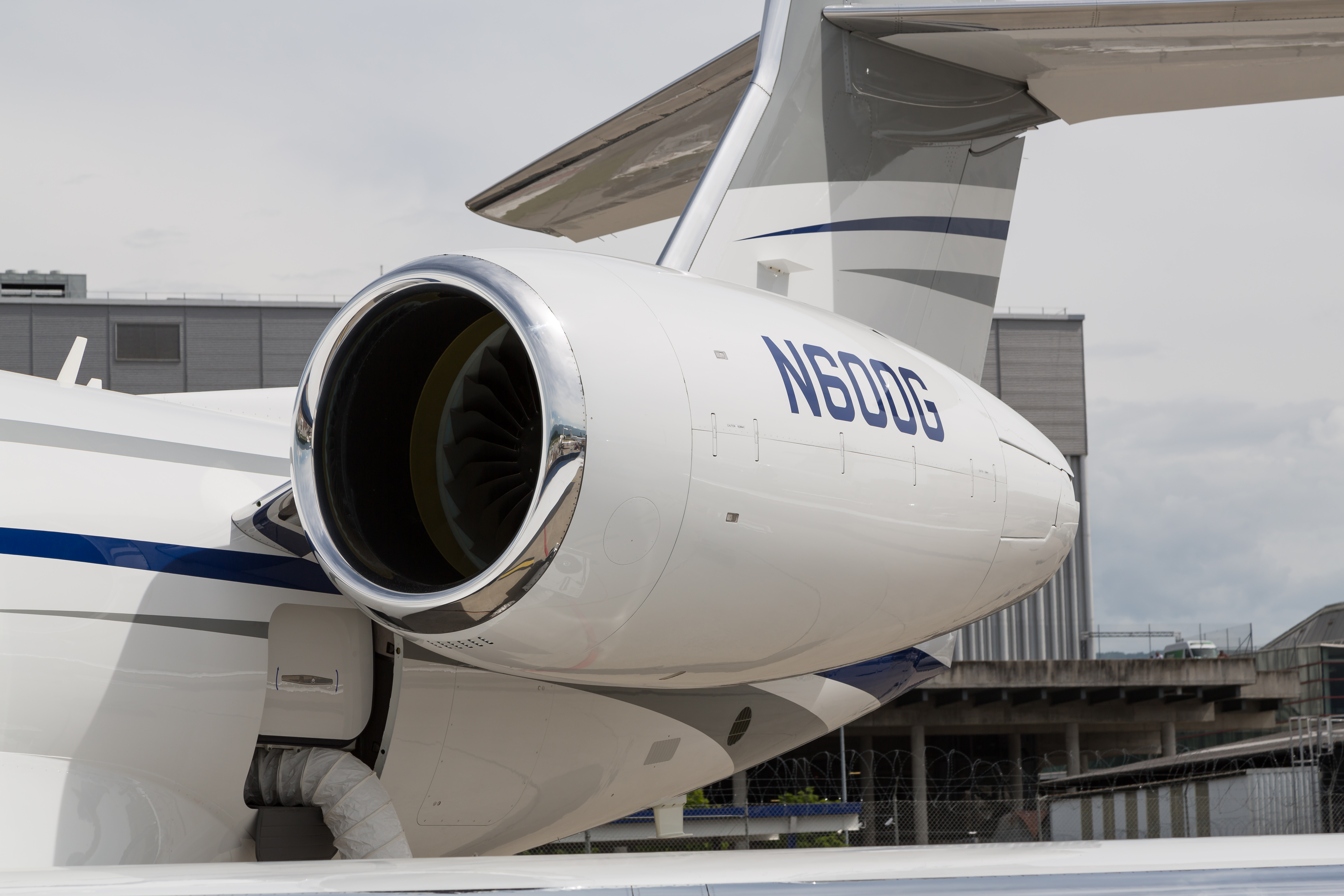
PW815 on a G600

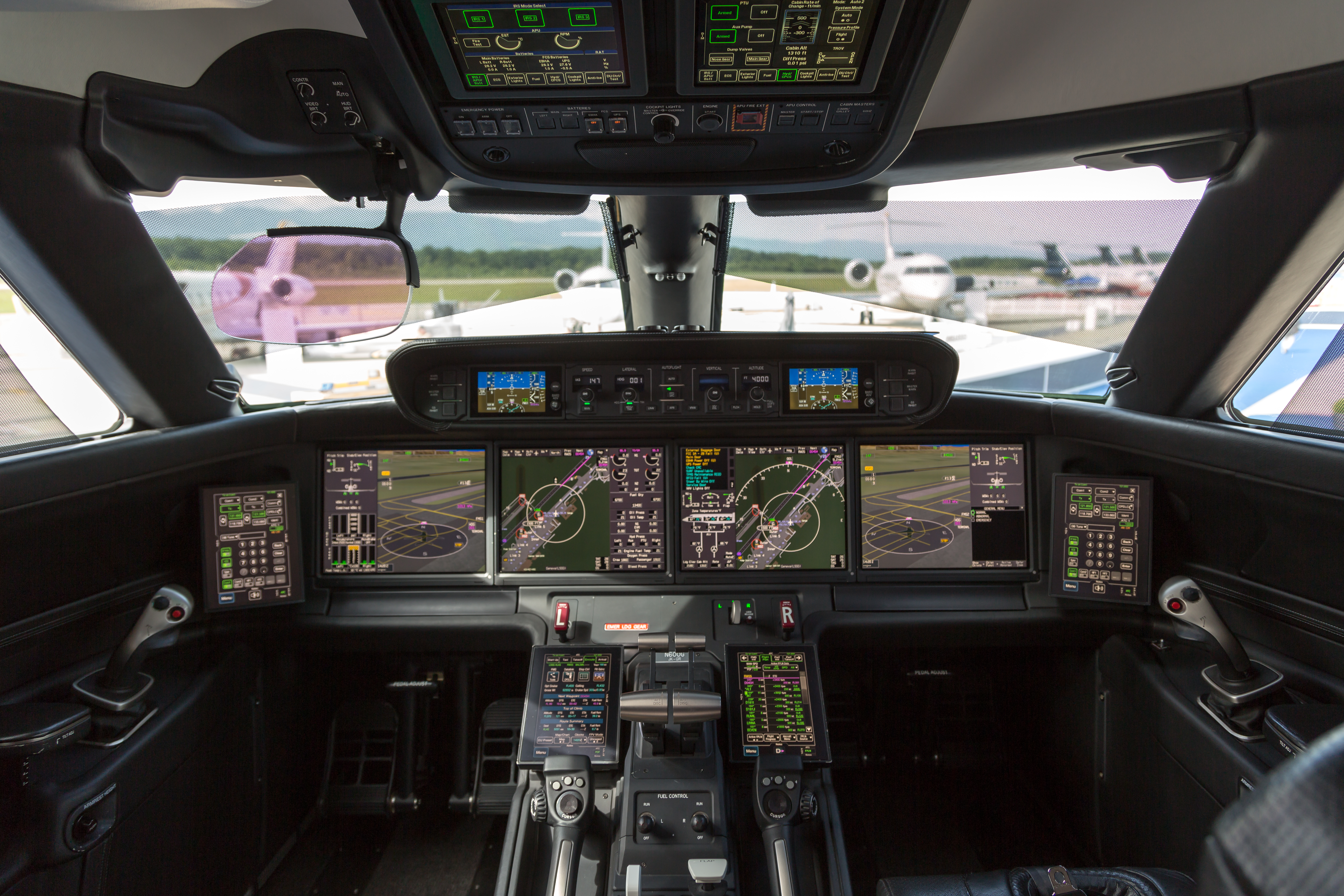
G600 flight deck

## المواصفات
| نموذج                            | G500                                                    | G600                                                    |
| -------------------------------- | ------------------------------------------------------- | ------------------------------------------------------- |
| طاقم                             | طيار                                                    | طيار                                                    |
| سعة                              | ما يصل إلى 19 راكبًا                                     | ما يصل إلى 19 راكبًا                                     |
| الطول                            | 91 قدم 2 بوصة (27.78 متر)                               | 96 قدم 1 بوصة (29.29 متر)                               |
| باع الجناح                       | 87 قدم 1 بوصة (26.55) متر                               | 95 قدم (28.96 متر)                                      |
| ارتفاع                           | 25 قدم 6 بوصة (7.78 متر)                                | 25 قدم 3 بوصة (7.70 متر)                                |
| أقصى وزن اقلاع                   | 76,850 رطل (34,859 كغم)                                 | 91,600 رطل (41,549 كغم)                                 |
| الحد الأقصى لوزن الهبوط          | 64,350 رطل (29,189 كغم)                                 | 76,800 رطل (34,836 كغم)                                 |
| أقصى وزن والوقود صفر             | 52,100 رطل (23,632 كغم)                                 | 57,440 رطل (26,054 كغم)                                 |
| وزن التشغيل الأساسي              | 46,600 رطل (21,137 كغم), 3 crew                         | 51,440 رطل (23,333 كغم), 4 crew                         |
| الحمولة القصوى                   | 5,500 رطل (2,495 كغم)                                   | 6,000 رطل (2,722 كغم)                                   |
| الحمولة مع الحد الأقصى من الوقود | 1,800 رطل (816 كغم)                                     | 1,800 رطل (816 كغم)                                     |
| الحد الأقصى للوقود               | 28,850 رطل (13,086 كغم)                                 | 38,760 رطل (17,581 كغم)                                 |
| تربوفان (2 ×)                    | Pratt & Whitney Canada PW814GA                          | Pratt & Whitney Canada PW815GA                          |
| Thrust, takeoff (2×)             | 15,144 lbf (67.36 kN)                                   | 15,680 lbf (69.75 kN)                                   |
| المدى (ماخ0.85)                  | 5,200 nmi (9,630 كـم)                                   | 6,500 nmi (12,040 كـم)                                  |
| السرعة القصوى بسرعة العبور       | ماخ 0.90, 516 عقدة (956 كم/س) عند ارتفاع العبور (كروز)  | ماخ 0.90, 516 عقدة (956 كم/س) عند ارتفاع العبور (كروز)  |
| Long-Range cruise speed          | ماخ 0.85, 487 عقدة (902 كم/س) عند ارتفاع العبور (كروز)  | ماخ 0.85, 487 عقدة (902 كم/س) عند ارتفاع العبور (كروز)  |
| السرعة القصوى                    | ماخ 0.925, 530 عقدة (982 كم/س) عند ارتفاع العبور (كروز) | ماخ 0.925, 530 عقدة (982 كم/س) عند ارتفاع العبور (كروز) |
| مسافة الإقلاع (SL, ISA, MTOW)    | 5,200 قدم (1,585 متر)                                   | 5,700 قدم (1,737 متر)                                   |
| مسافة الهبوط (SL, ISA, MLW)      | 3,100 قدم (945 متر)                                     | 3,100 قدم (945 متر)                                     |
| Initial Cruise Altitude          | 41,000 قدم (12,497 متر)                                 | 41,000 قدم (12,497 متر)                                 |
| Maximum Cruise Altitude          | 51,000 قدم (15,545 متر)                                 | 51,000 قدم (15,545 متر)                                 |

## روابط خارجية
- الموقع الرسمي
- الموقع الرسمي
- Trautvetter, Chad (14 أكتوبر 2014). "Gulfstream Racks Up Launch Orders for New G500". Aviation International News. مؤرشف من الأصل في 2014-10-19.
- Alcock, Charles (14 أكتوبر 2014). "Gulfstream Unmasks Two New Fly-by-wire Large-cabin Jets". Aviation International News. مؤرشف من الأصل في 2014-10-19.
- Matt Thurber (25 أبريل 2015). "Stealthy Development: the G500/600". Aviation International News. مؤرشف من الأصل في 2019-03-25.